# Hosena
Hosena, niedersorbisch Hóznja, ist ein Ortsteil der brandenburgischen Kreisstadt Senftenberg im Landkreis Oberspreewald-Lausitz. Bis zur Eingemeindung nach Senftenberg am 31. Dezember 2001 war Hosena eine eigenständige Gemeinde, die vom damaligen Amt Am Senftenberger See verwaltet wurde.

## Lage
Hosena liegt im nördlichen, zu Brandenburg gehörenden Teil der Oberlausitz, direkt an der Grenze zu Sachsen und rund acht Kilometer Luftlinie südlich der Senftenberger Kernstadt. Zwischen Hosena und Senftenberg liegt der Senftenberger See. Nördlich des Dorfes liegt zudem der Fabiansteich, südwestlich befindet sich das Restloch Heide. Umliegende Ortschaften sind Großkoschen im Nordosten, Lauta Dorf im Osten, Leippe-Torno im Südosten, Hohenbocka im Süden, Schwarzbach und Peickwitz im Westen sowie Niemtsch im Nordwesten. 

## Geschichte

### Entwicklung und Deutung des Ortsnamens
1401 war die erste urkundliche Erwähnung Hosenas in der Prager Urkunde, welche auf den 28. März 1401 datiert ist. Hier wird der Ort Hosena als Gosde neben vielen anderen Orten in dessen Nachbarschaft aufgeführt. Gebräuchlich sind auch die Bezeichnungen als gozd oder hozd, sorbisch für trockener Wald oder Waldort. Der Name entwickelte sich über Hoznja, Hozne oder Hosna zum 1687 gebrauchten Hosen.

### Ortsgeschichte

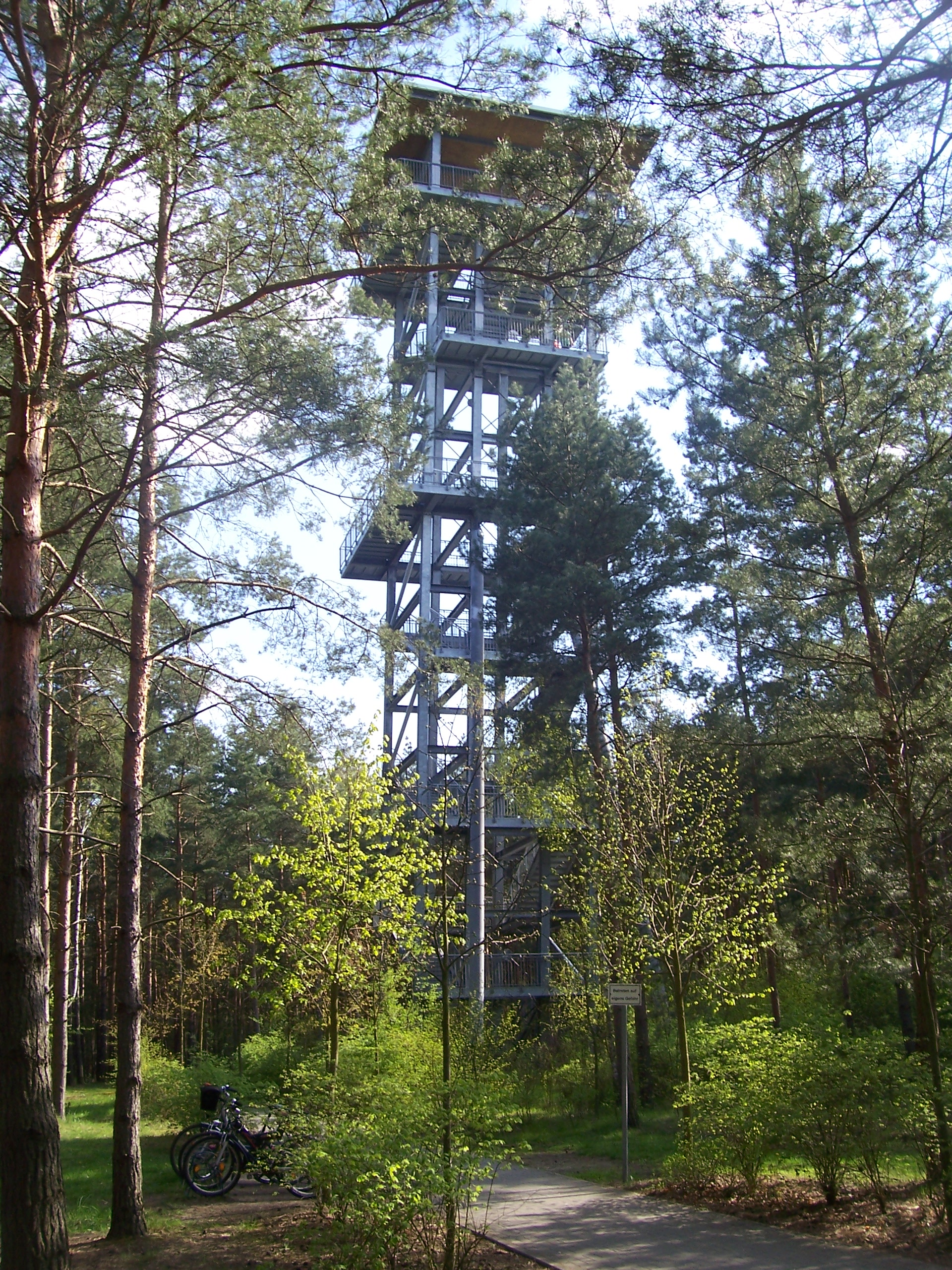
Aussichtsturm am Südufer des Senftenberger Sees

In der Frühgeschichte gehörte Hosena zum sorbischen Gau Milska und als Vorwerk zur Standesherrschaft Hoyerswerda mit einer Schäferei und drei Erbpachtmühlen. 1401 war die erste urkundliche Erwähnung Hosenas. 1575 lebten 68 Menschen im Vorwerk. 1691 brannte der Ort vollständig ab. Hosena ist seit dem Ende des 19. Jahrhunderts bekannt geworden durch den industriellen Abbau von Kristallquarzsand und durch die Glasherstellung. 1874 wurde der Quarzsand erstmals gefördert. Vorher gehörte der Ort zu den ärmsten Heidedörfern, da der karge, wenig fruchtbare Sandboden nur geringe Ernteerträge brachte. Die stillgelegten Glassandgruben wurden in kleine Badeseen umgewandelt. Im Zuge dessen wurde 1899 der Wasserclub Hosena gegründet. 
Laut Arnošt Muka sprachen Anfang der 1880er Jahre noch zwei Drittel der Einwohner von Hosena Sorbisch. Der Schulunterricht fand damals jedoch bereits ausschließlich in deutscher Sprache statt. Am 4. Juli 1912 erfolgte die Grundsteinlegung für den Bau der Dorfkirche Hosena, die 1913 eingeweiht wurde. Vorher gehörte Hosena zur Kirchengemeinde Ruhland und bis 1912 zur Kirchengemeinde Lauta.

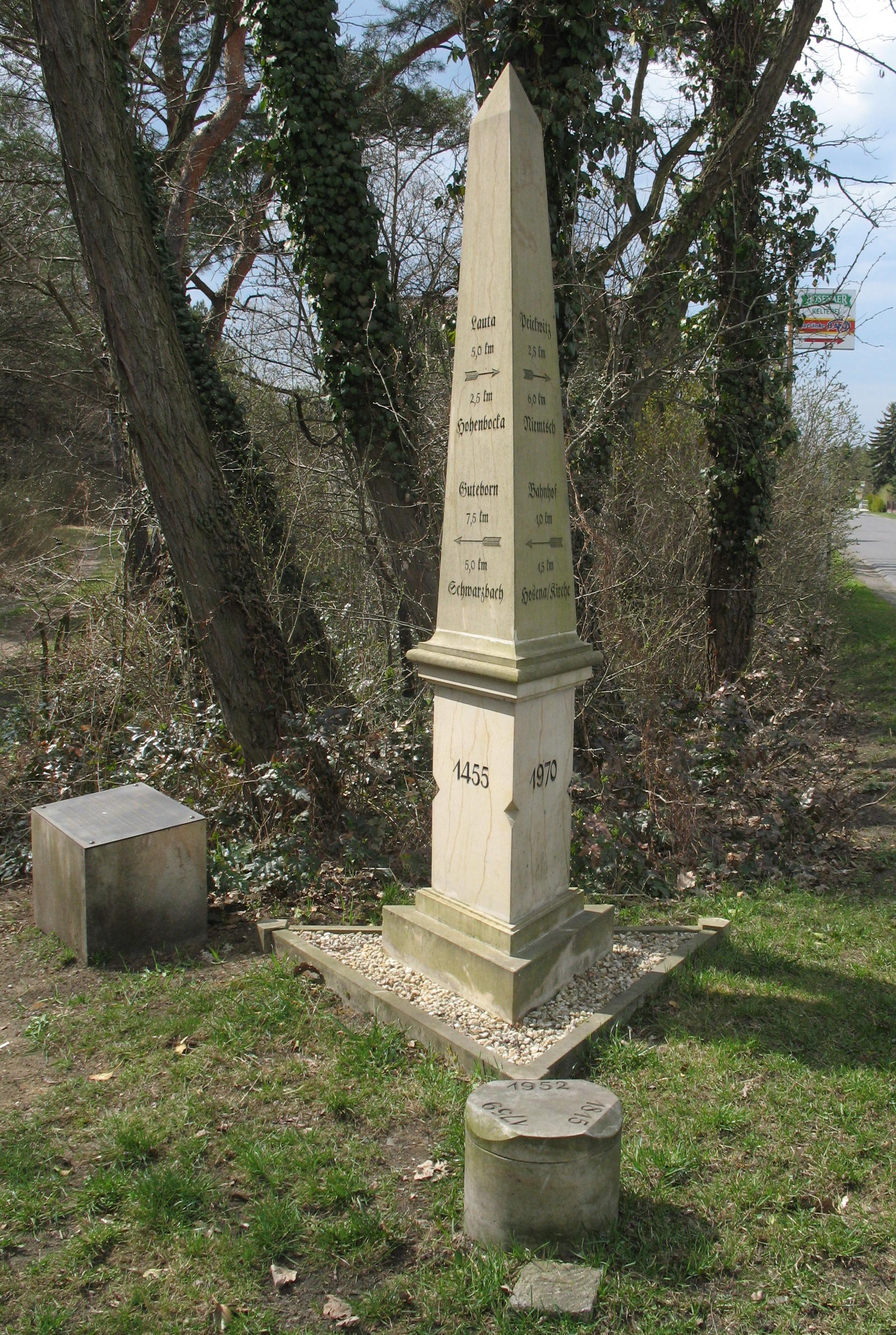
Wegesäule „Peickwitz-Flur“

Im Jahr 1896 wurde die erste Glashütte „von Mansuet Eibenstein“ in Peickwitz Flur (jetzt Züblin) eröffnet. Sie wurde 1929 zu Zeiten der Weltwirtschaftskrise geschlossen. 1906 entstand die Glashütte „Gebrüder von Streit“ Hosena-Hohenbocka, die von 1948 bis 1951 als „Ostglas Hosena“ und danach bis 1993 als „VEB Glaswerk Hosena“ Hosena-Hohenbocka weitergeführt wurde.
Im Jahr 1970 wurde die Siedlung in der Peickwitzer Flur nach Hosena eingemeindet. Im Zuge der Industrialisierung wurde diese Ansiedlung angelegt. Hier lebten Bahnarbeiter und die Angestellten der nahegelegenen Glaswerke und Glassandgruben. Im Juli 2009 wurde hier eine 2,6 Meter hohe Wegesäule errichtet.
Auf der Gemarkung Hosena steht heute der schiefe Aussichtsturm am Senftenberger See.
Von 1992 bis Ende 2001 gehörte Hosena zum Amt Am Senftenberger See. Am 31. Dezember 2001 wurde Hosena nach Senftenberg eingemeindet. Ortsvorsteherin ist Katrin Konczak.

### Schlacht am Koschenberg

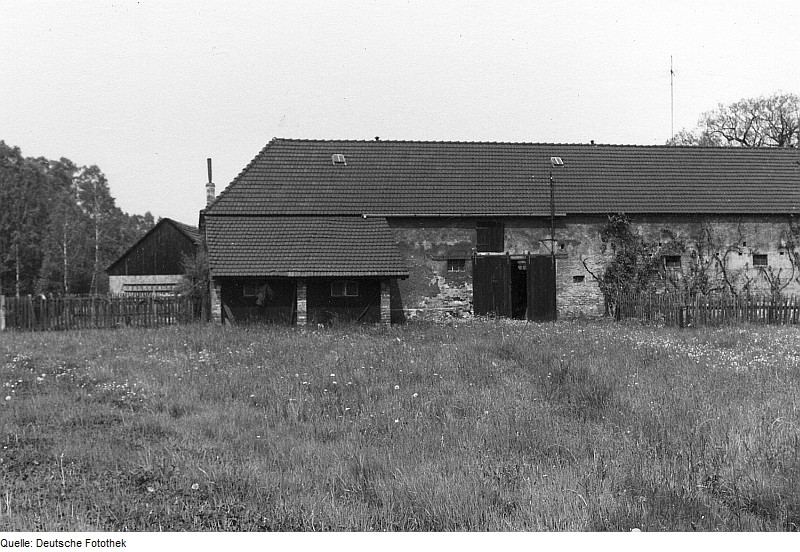
Blutmühle – legendärer Ort der Schlacht am Koschenberg

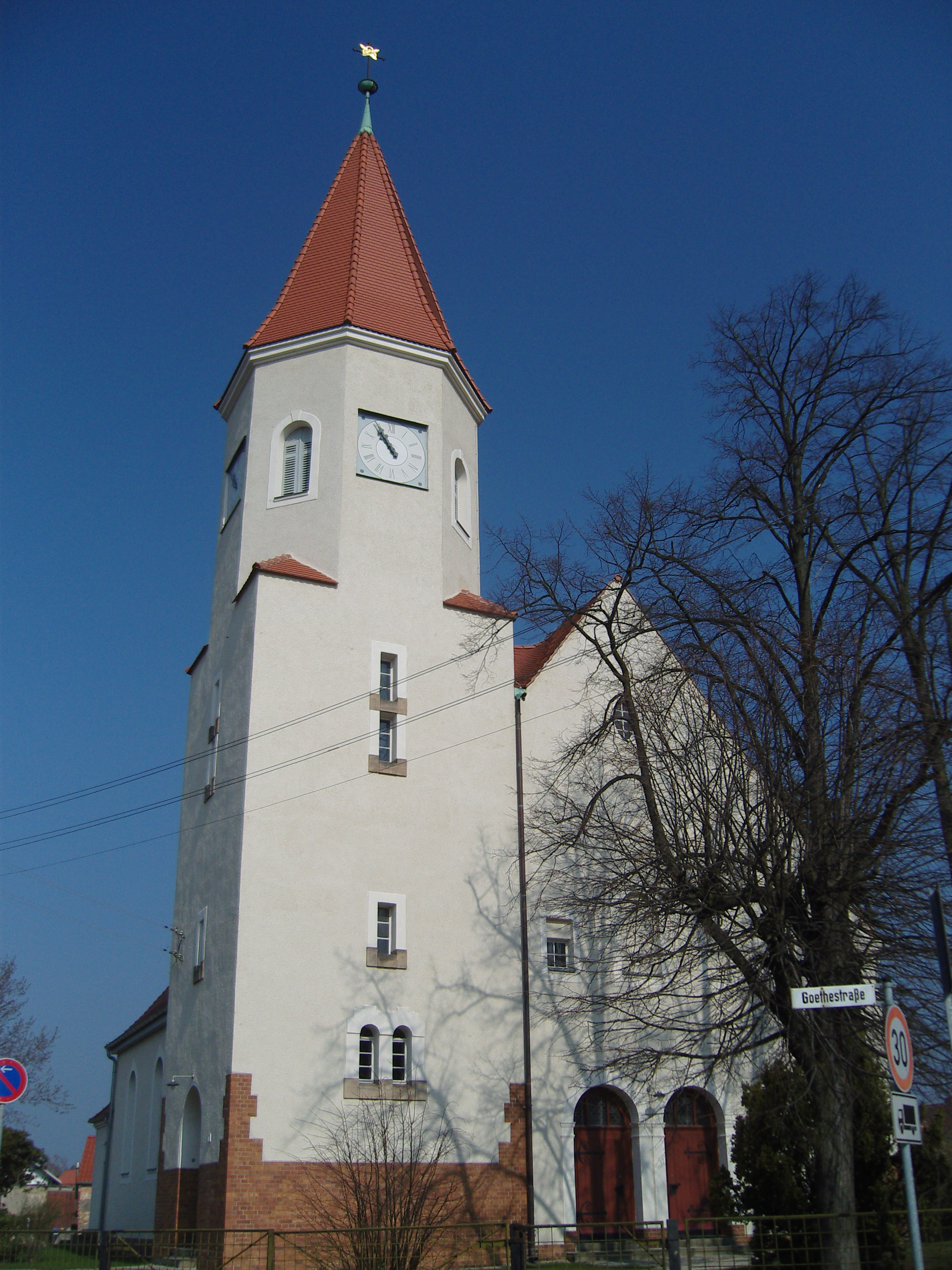
Dorfkirche

Der Legende nach soll im Jahre 923 bei Hosena eine phantastische Schicksalsschlacht zwischen König Heinrich I. und den am Koschenberg ansässigen Wenden unter Radbot stattgefunden haben. Heinrich soll dabei von Markgraf Gero unterstützt worden sein. Im Verlaufe der Schlacht spaltete Gero mit einem Schwerthieb Radbots Helm und Schädel. Als die Wenden ihren Führer fallen sahen, liefen sie davon. Diese Schlacht wird auch als Schlacht an der Blutmühle (oder Plutomühle) bezeichnet.

### Einwohnerentwicklung
| Einwohnerentwicklung in Hosena von 1875 bis 2000 | Einwohnerentwicklung in Hosena von 1875 bis 2000 | Einwohnerentwicklung in Hosena von 1875 bis 2000 | Einwohnerentwicklung in Hosena von 1875 bis 2000 | Einwohnerentwicklung in Hosena von 1875 bis 2000 | Einwohnerentwicklung in Hosena von 1875 bis 2000 | Einwohnerentwicklung in Hosena von 1875 bis 2000 | Einwohnerentwicklung in Hosena von 1875 bis 2000 | Einwohnerentwicklung in Hosena von 1875 bis 2000 | Einwohnerentwicklung in Hosena von 1875 bis 2000 | Einwohnerentwicklung in Hosena von 1875 bis 2000 | Einwohnerentwicklung in Hosena von 1875 bis 2000 |
| Jahr                                             | Einwohner                                        | Jahr                                             | Einwohner                                        | Jahr                                             | Einwohner                                        | Jahr                                             | Einwohner                                        | Jahr                                             | Einwohner                                        | Jahr                                             | Einwohner                                        |
| ------------------------------------------------ | ------------------------------------------------ | ------------------------------------------------ | ------------------------------------------------ | ------------------------------------------------ | ------------------------------------------------ | ------------------------------------------------ | ------------------------------------------------ | ------------------------------------------------ | ------------------------------------------------ | ------------------------------------------------ | ------------------------------------------------ |
| 1875                                             | 700                                              | 1933                                             | 2202                                             | 1964                                             | 2475                                             | 1989                                             | 2283                                             | 1993                                             | 2128                                             | 1997                                             | 2095                                             |
| 1890                                             | 700                                              | 1939                                             | 2586                                             | 1971                                             | 2853                                             | 1990                                             | 2226                                             | 1994                                             | 2109                                             | 1998                                             | 2060                                             |
| 1910                                             | 1500                                             | 1946                                             | 2598                                             | 1981                                             | 2511                                             | 1991                                             | 2148                                             | 1995                                             | 2104                                             | 1999                                             | 2072                                             |
| 1925                                             | 1853                                             | 1950                                             | 2662                                             | 1985                                             | 2383                                             | 1992                                             | 2117                                             | 1996                                             | 2125                                             | 2000                                             | 2054                                             |

## Sehenswürdigkeiten
- Die 1913 erbaute Dorfkirche Hosena gehört zu den Baudenkmalen in Senftenberg. Vor der Kirche steht ein Kriegerdenkmal für die Gefallenen des Ersten Weltkriegs. Im Ort befindet sich ein Steinkreuz.
- Der Aussichtsturm am Senftenberger See wurde 2000/2001 ca. 3 km nördlich von Hosena am asphaltierten Radrundweg unweit des südlichen Seeufers errichtet. Der 31,5 m hohe Stahlturm ist um 10° in Richtung See geneigt und bietet in 30 m Höhe über Grund (29 m über Fundament) eine überdachte Aussichtsplattform.[6] Der Turm mit seinen 176 Stufen ist jährlicher Schauplatz eines Treppenlaufs.[7]

## Wirtschaft
Größter Arbeitgeber in Hosena ist das Unternehmen Züblin Stahlbau GmbH mit weit über 300 Beschäftigten.

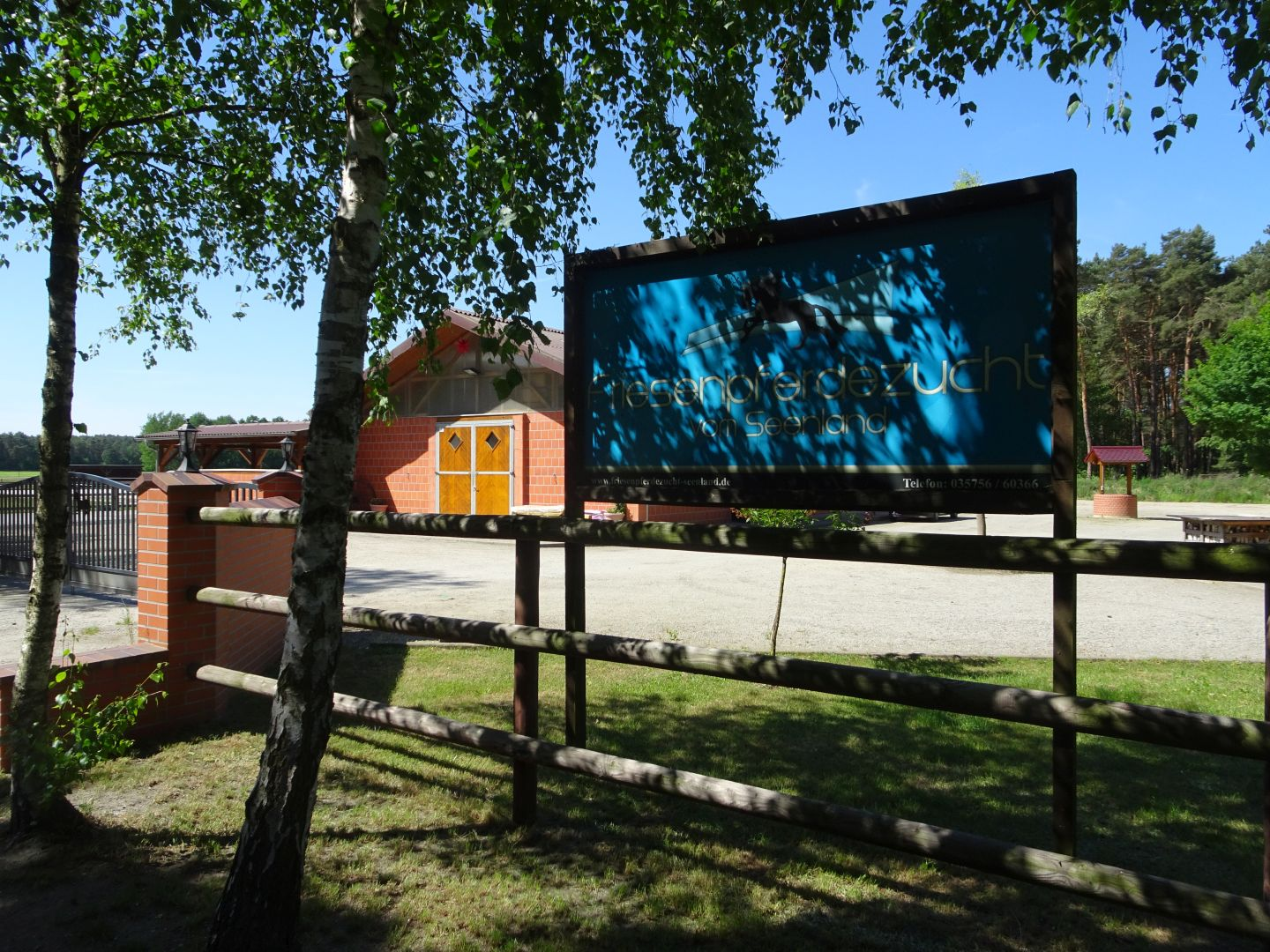
Friesenpferdezucht

Im Norden des Ortes befindet sich ein Zuchtbetrieb für Friesenpferde.

## Verkehr
Hosena liegt an der Landesstraße 58 zwischen Schwepnitz und Lauta und an der Landesstraße 581 zwischen Schwarzbach und Lauta. Die Bundesstraße 96 liegt drei Kilometer östlich des Ortes. Die nächstgelegene Autobahnanschlussstelle ist die Abfahrt Ruhland an der Bundesautobahn 13, die rund dreizehn Kilometer westlich von Hosena liegt.

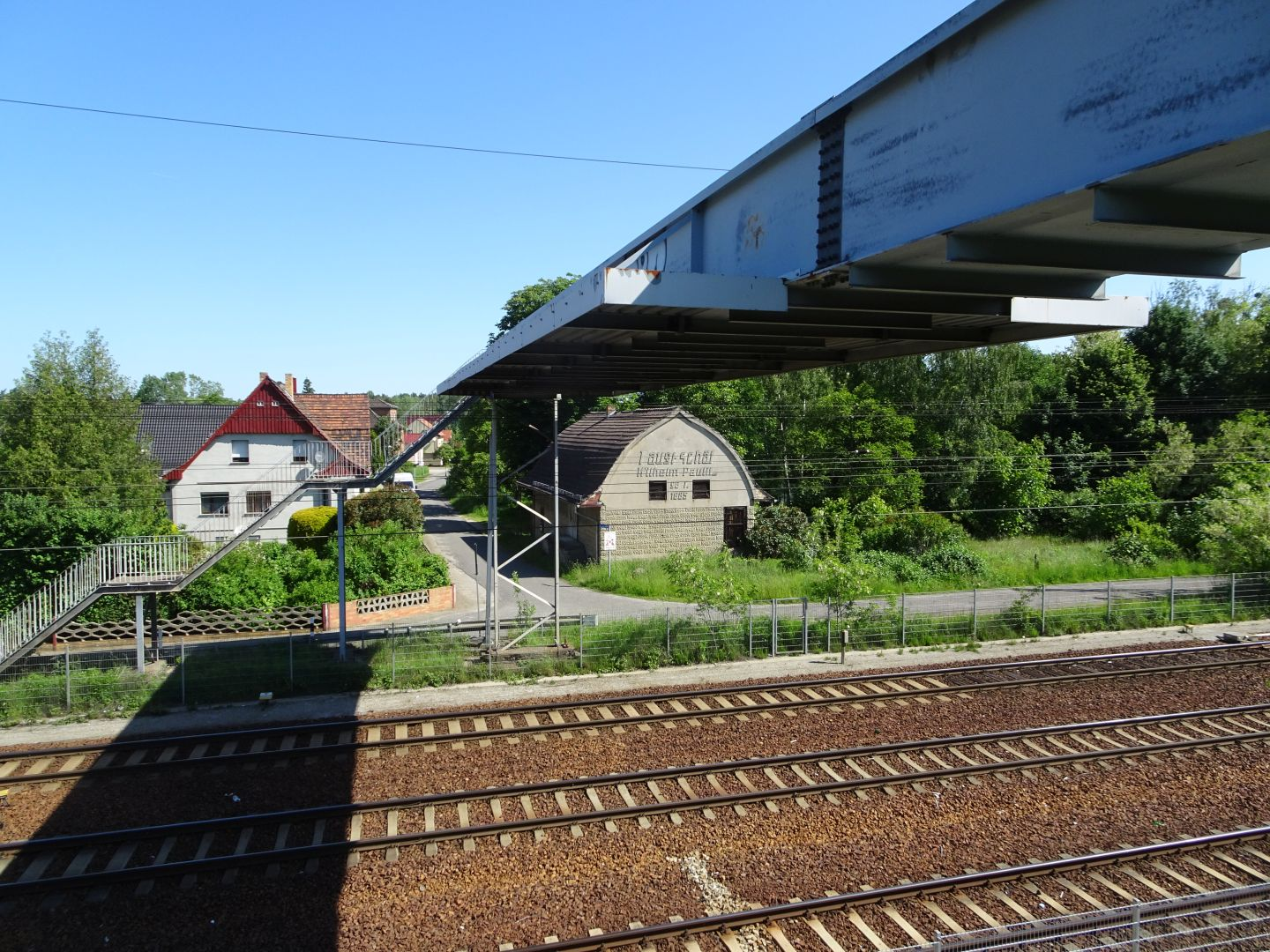
Fußgängerbrücke über die Bahnlinie

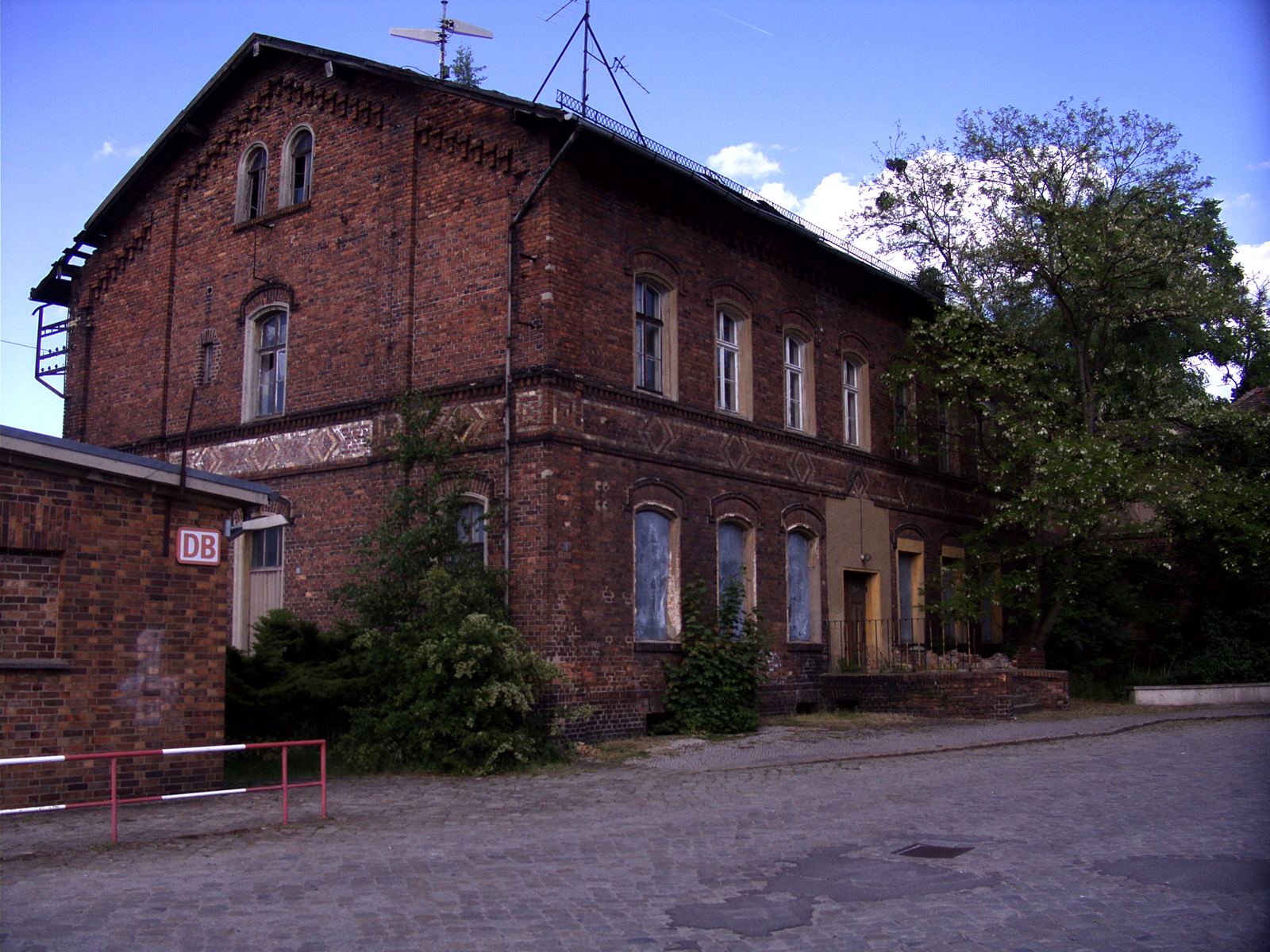
Empfangsgebäude des Hosenaer Bahnhofs

Der Bahnhof Hosena liegt an den Bahnstrecken Węgliniec–Roßlau (Elbe) und Lübbenau–Kamenz. Der Bahnhof wird im Schienenpersonennahverkehr von Personenzügen der Relationen Leipzig Hbf–Hoyerswerda und Dresden Hbf–Hoyerswerda bedient.

## Schule

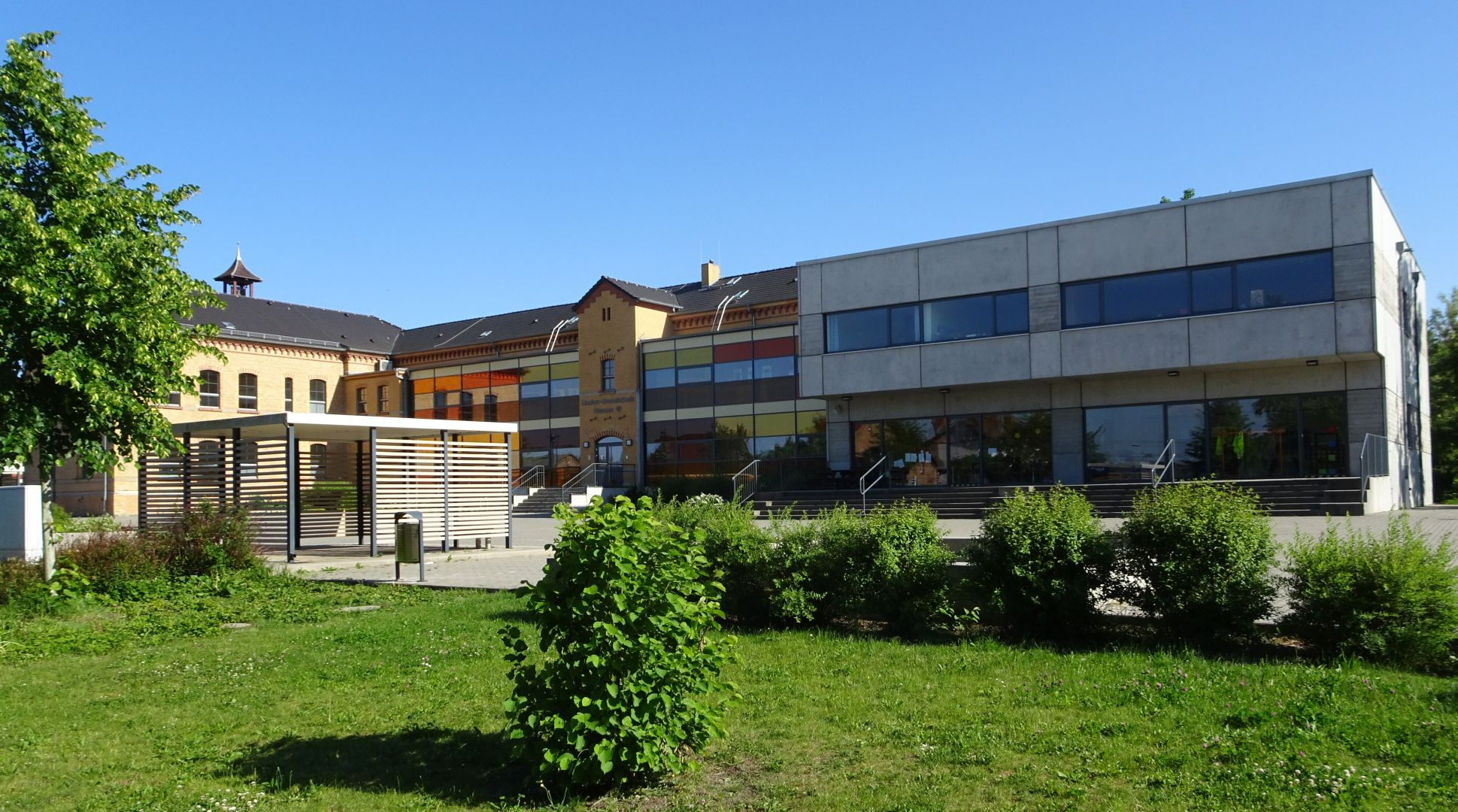
Grundschule

Der Ort besitzt eine Grundschule, die mit einem modernen Anbau erweitert wurde.

## Persönlichkeiten
- Joachim Sauer (* 1949), Professor für physikalische und theoretische Chemie an der Humboldt-Universität zu Berlin, Ehemann von Altkanzlerin Angela Merkel
- Friederike Raschke (* 1950), Theaterschauspielerin